# Michael M. Scott
Michael M. Scott (* 1955) ist ein US-amerikanischer Filmregisseur, Produzent und Dokumentarfilmer. Er wurde bekannt mit Filmen wie Gefährliche Nachbarn, Mrs. Miracle und Dangerous Lies oder Serien wie Cedar Cove.

## Leben
Michael M. Scott wuchs in Mexiko-Stadt, als Adoptivsohn des US-Geheimdienstoffiziers Winston Mackinley Scott und der aus Irland stammenden Paula Maeve Scott auf. Seine leibliche Mutter war die erst siebzehnjährige Martha Scruggs. Nachdem Paula Maeve Scott 1961 gestorben war, heiratete Sein Vater Janet Leddy, die einen fast gleichaltrigen Sohn George mit in die Ehe brachte. Michaels Vater arbeitete in Mexiko für die CIA und starb 1971 sehr plötzlich, kurz bevor er seine Memoiren veröffentlichen konnte. 1970 wurden Michael und sein Bruder George nach Connecticut geschickt, wo sie von 1970 bis 1973 die Privatschule Taft School in Watertown besuchten. Michael Scott ist Absolvent des Occidental College in Los Angeles.

## Karriere
Während seines Studiums am Occidental College interviewte Scott 1975 Clarence Carnes, einen Insassen auf Alcatraz, der dort als jüngster Insasse im Bundesgefängnis bekannt war. Das Interview führte zu einem Dokumentarfilm, der später auf PBS ausgestrahlt wurde. In den 1980er Jahren begann Scott mit der Produktionsfirma Dave Bell Associates zu arbeiten und weitere Dokumentarfilme zu produzieren. 1983 gab Scott sein Regie- und Drehbuchdebüt mit One Man's Fight for Life – einer Geschichte über einen Schullehrer, der mit Lungenkrebs zu kämpfen hat. Es folgten Arbeiten an kleineren Serien und 1992 der erste Spielfilm Den Tod vor Augen, dem weitere folgten.
Seit 1983 hat Michael Scott mit einer Reihe von Produktions- und Unterhaltungsunternehmen zusammengearbeitet, darunter Crown Media, Hallmark Channel, PBS, HBO, Netflix und andere. Insgesamt hat Scott an über 50 Produktionen als Regisseur und Produzent mitgewirkt. Zuletzt als Regisseur und ausführender Produzent des Netflix-Films Dangerous Lies, der am 30. Mai 2020 Premiere hatte. Im Oktober 2020 wurde der Film für die People’s Choice Awards in der Kategorie Dramafilm nominiert.

## Filmografie (Auswahl)
- 1983: One Man's Fight for Life
- 1988: Unsolved Mysteries (2 Folgen)
- 1988: Portrait of America (1 Folge)
- 1992: Den Tod vor Augen
- 1994: Dangerous Heart – Eine Affäre mit dem Tod
- 1994: Harvest for the Heart
- 1995: Vom Glück verraten
- 1995: Sharons Geheimnis
- 1998: Verschwörung gegen den Weihnachtsmann
- 1999: Der himmlische Plan
- 2005: Gefährliche Nachbarn
- 2008: The Most Wonderful Time of the Year
- 2009: Mrs. Miracle – Ein zauberhaftes Kindermädchen
- 2010: Mrs. Miracle 2 – Ein zauberhaftes Weihnachtsfest
- 2011: The Edge of the Garden
- 2011: R.L. Stine's The Haunting Hour (4 Episoden)
- 2012: It's Christmas, Carol!
- 2013: Cedar Cove – Das Gesetz des Herzens (3 Episoden)
- 2016: Second Sight
- 2020: Dangerous Lies